# Somera Esperanto-Studado
 (décembre 2024).
Somera Esperanto-Studado (SES, littéralement « études estivales d'espéranto ») est une rencontre internationale espérantophone annuelle organisée par E@I à partir de 2007. Pendant les premières années, la rencontre s'appelait Slava Esperanto-Studado « études slaves d'espéranto ». Jusqu'à maintenant, toutes les éditions de SES se sont déroulées en Slovaquie.
Le programme se compose de cours d'espéranto le matin, d'activités culturelles l'après-midi et festives le soir.

## Historique
| Numéro | Année | Ville             | Pays               | Participants |
| ------ | ----- | ----------------- | ------------------ | ------------ |
| 14     | 2020  | Kroměříž          | République tchèque |              |
| 13     | 2019  | Nitra             | Slovaquie          | 164          |
| 12     | 2018  | Liptovský Mikuláš | Slovaquie          | 258          |
| 11     | 2017  | Banská Štiavnica  | Slovaquie          | 173          |
| 10     | 2015  | Martin            | Slovaquie          | 190          |
| 9      | 2014  | Koltychevo (ru)   | Russie             | 87           |
| 8      | 2014  | Nitra             | Slovaquie          | 248          |
| 7      | 2013  | Martin            | Slovaquie          | 230          |
| 6      | 2012  | Nitra             | Slovaquie          | 250          |
| 5      | 2011  | Nitra             | Slovaquie          | 191          |
| 4      | 2010  | Piešťany          | Slovaquie          | 190          |
| 3      | 2009  | Modra-Harmónia    | Slovaquie          | 90           |
| 2      | 2008  | Modra-Harmónia    | Slovaquie          | 105          |
| 1      | 2007  | Pribylina         | Slovaquie          | 50           |

### SES 2008

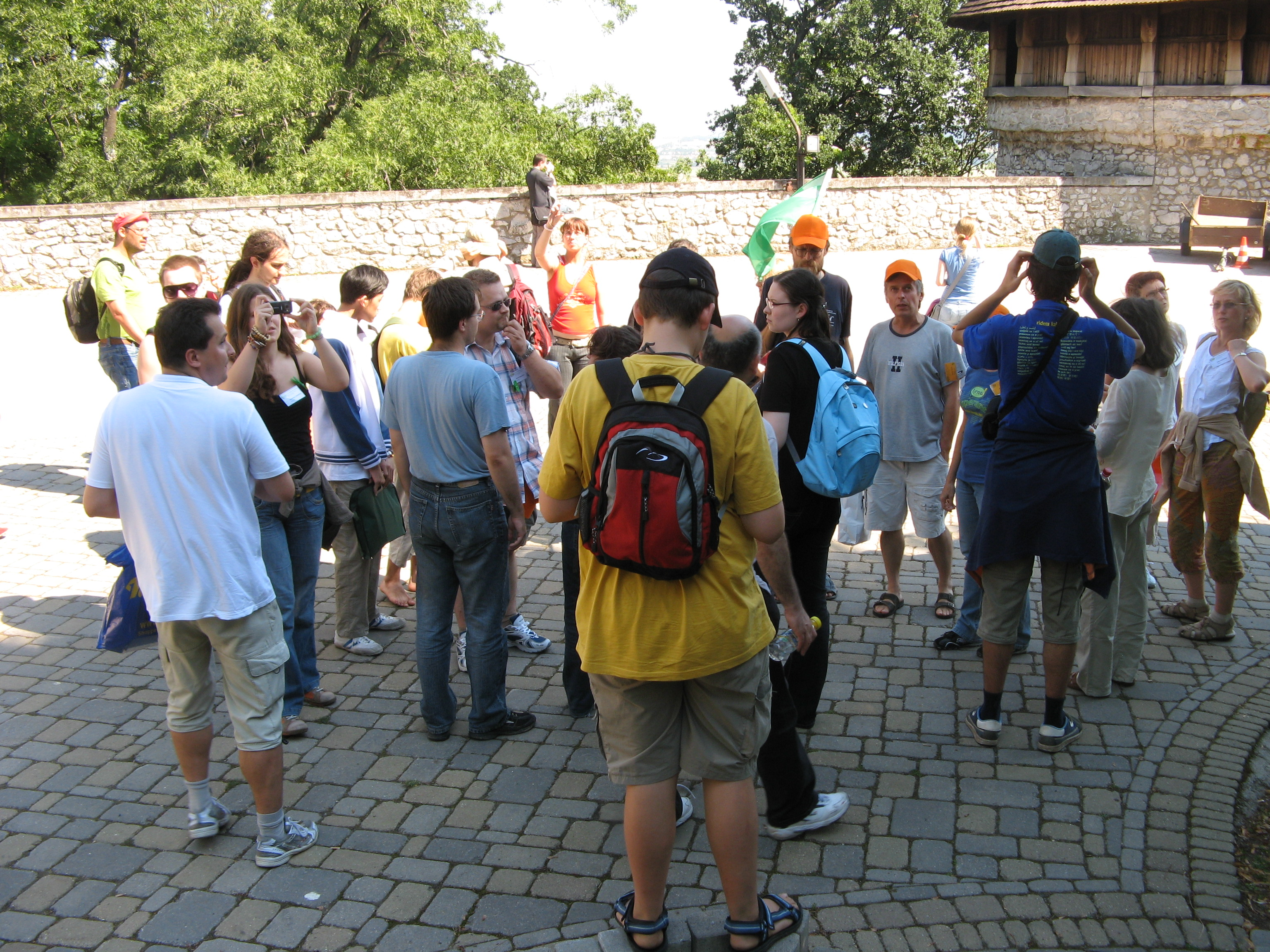
Participants de SES 2008 au cours d'une excursion au château de Smolenice.

Prenant pour la première fois le nom de Somera Esperanto-Studado, SES 2008 a eu lieu du 9 au 17 août à Modra-Harmónia (Slovaquie). SES 2008 était aussi la première rencontre lernu! dans la vie réelle (les précédentes avaient eu lieu en ligne).
Il y eut 105 participants de 25 pays.

#### Professeurs
- Stano Marček (eo) - (par méthode directe)  niveau A1
- Dalia Pileckienė - A1+
- Petra Smideliusz - A2
- Birke Dockhorn  - B1
- Erin Piateski  - B1
- Bertilo Wennergren - C1

### SES 2009
Toujours à Modra, la deuxième édition de SES s'est déroulée du 10 au 18 juillet 2009. Il y eut 90 participants venus de 25 pays.

### SES 2010
L'édition 2010 a eu lieu du 2 au 10 juillet à Piešťany en Slovaquie, à 80 km de la capitale slovaque Bratislava, avec un nombre inattendu de plus de 200 inscriptions et environ 190 participants.

### SES 2011
SES 2011 s'est déroulé du 30 juillet au 7 août dans la ville de Nitra en Slovaquie, à 90 km de Bratislava.

### SES 2012
SES 2012 a eu lieu du 21 au 29 juillet à Nitra en Slovaquie, à 90 km de Bratislava.

### SES 2013
SES 2013 a eu lieu du 12 au 20 juillet à Martin en Slovaquie. La rencontre a réuni 230 participants de 27 pays.

### SES 2014
SES 2014 a connu deux éditions. Du 12 au 20 juillet à Nitra en Slovaquie, avec 248 participants de 28 pays. Du 17 au 25 août 2017 dans la région de Moscou en Russie avec 87 participants de 10 pays, la première session organisée en dehors de la Slovaquie.

### SES 2015
SES 2015 a eu lieu du 11 au 19 juillet à Martin en Slovaquie.

### 2016
En raison de l'organisation du congrès mondial d'espéranto à Nitra en Slovaquie, il n'y a pas eu d'édition cette année.

### SES 2017
SES 2017 aura lieu[Quand ?] du 15 au 23 juillet 2017 à Banská Štiavnica en Slovaquie.
Comme pour les éditions précédentes, seront proposés :
- des cours d'espéranto le matin, pour tous les niveaux de A1 à C2,
- des activités culturelles en espéranto l'après-midi (excursions, conférences, travaux manuels, sport, travail en groupe…),
- des activités festives le soir (spectacles, concerts, films, discothèque…).